# Amnicola limosus
Amnicola limosus är en snäckart som först beskrevs av Thomas Say 1817.  Amnicola limosus ingår i släktet Amnicola och familjen tusensnäckor.

## Underarter
Arten delas in i följande underarter:
- A. l. limosus
- A. l. porata